# صادق صادقی
صادق صادقی (زادهٔ ۱۹ مرداد ۱۳۷۱) بازیکن فوتبال اهل ایران است که در پست هافبک میانی بازی می‌کند.
وی در آبان ۱۴۰۲ پس از مثبت اعلام شدن تست دوپینگ به دلیل وجود ماده ممنوعه تاموکسیفن در نمونه اخذ شده از پایان بازی صنعت نفت آبادان و ملوان به یک سال محرومیت از شرکت در تمامی مسابقات ورزشی محکوم شد.

## دوران باشگاهی

### استقلال خوزستان
وی اولین بازی خود در لیگ برتر خلیج فارس را در هفته دوم لیگ برتر فوتبال ایران ۹۴–۱۳۹۳، مقابل باشگاه فوتبال استقلال تهران انجام داد.

### نفت مسجدسلیمان
وی همچنین اولین گل خود در لیگ برتر خلیج فارس را در هفته ششم لیگ برتر فوتبال ایران ۹۹–۱۳۹۸، مقابل باشگاه فوتبال پیکان به ثمر رساند.